# Oligophylla peyerimhoffi
Oligophylla peyerimhoffi är en skalbaggsart som beskrevs av Dewailly och Baraud 1982. Oligophylla peyerimhoffi ingår i släktet Oligophylla och familjen Melolonthidae. Inga underarter finns listade i Catalogue of Life.